# Synagoga w Wiśniowej
Synagoga w Wiśniowej – drewniana synagoga z początku XX w. w Wiśniowej, w powiecie myślenickim, wpisana do rejestru zabytków nieruchomych województwa małopolskiego; jeden z trzech przykładów zachowanej żydowskiej drewnianej architektury sakralnej w Polsce. 

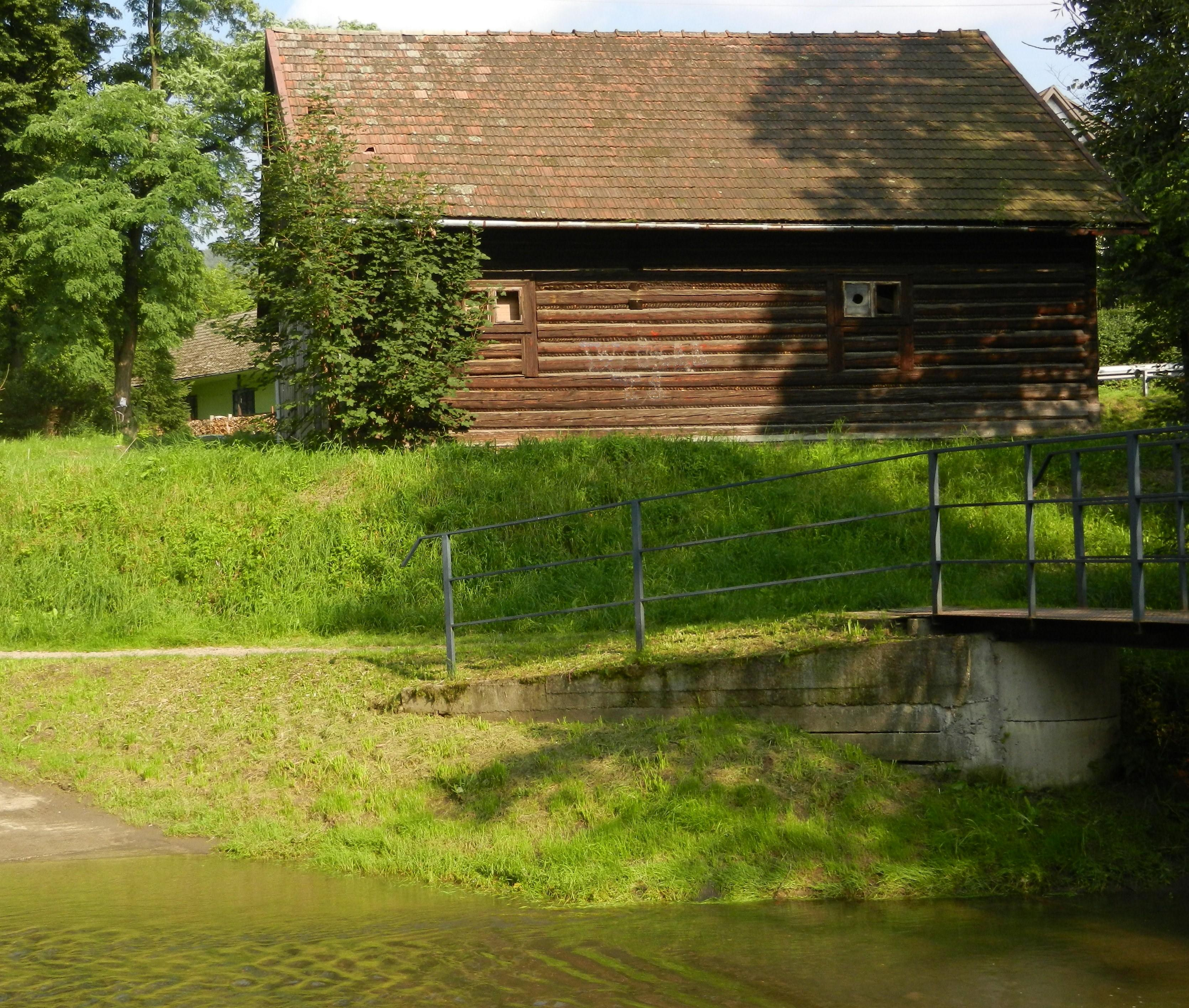
Synagoga w Wiśniowej, widok z zachodu (2011)

Synagoga została zbudowana na początku XX wieku, na działce należącej do rodziny Färberów. Podczas II wojny światowej wnętrze synagogi zostało zdewastowane przez hitlerowców, ale sam budynek ocalał. Po wojnie służyła jako magazyn mebli, później przemieniono ją w remizę, a następnie przez prawie ćwierć wieku stała opuszczona. Obecnie po częściowym remoncie (fundamenty, ściany i dach) budynek stoi pusty. W planach jest utworzenie ośrodka historyczno-kulturalnego.
Drewniany, parterowy budynek synagogi wzniesiono na planie prostokąta. Wnętrze jest podzielone na kwadratową główną salę modlitewną od południa oraz babiniec od północy. W sali męskiej zachowała się pierwotna boazeria. Całość jest nakryta dachem dwuspadowym krytym gontem. W 2020 częściowo odnowiona dzięki Fundacji Rozwoju Centrum Macierz Polonii, która to przedstawiła szczegółowy plan remontu. Ściany zewnętrzne w kolorze drewna z zieloną stolarką. Podczas remontu odkryto zamalowane i pokryte wcześniej tynkiem polichromie przedstawiające motywy kwiatowe.